# Река в овраге Елховка
Река в овраге Елховка — пересыхающая река в России, расположена на территории Тоцкого района Оренбургской области. Устье реки находится в 27 км от устья реки Погромки по левому берегу. Длина реки составляет 12 км, площадь водосборного бассейна — 65,9 км².

## Данные водного реестра
По данным государственного водного реестра России, относится к Нижневолжскому бассейновому округу, водохозяйственный участок реки — Самара от Сорочинского гидроузла до водомерного поста у села Елшанка. Речной бассейн реки — Волга от верховий Куйбышевского вдхр. до впадения в Каспий.
Код объекта в государственном водном реестре — 11010001012112100006754.